# 笠山
笠山（かさやま）は、山口県萩市に属する標高 112 m の火山。北長門海岸国定公園に指定されている。

## 概要
笠山は萩市の北東部海岸より日本海に突き出した陸繋島である。本州と笠山を繋ぐ砂州には、海跡湖である明神池が見られ、萩市最大の漁港である越ヶ浜漁港が作られた。
その形が、市女笠に見えるため「笠山」と呼ばれるようになった。
笠山が学術的・観光的に注目を浴びるようになったのは、1926年に摂政宮（後の昭和天皇）が訪れてからである。翌1927年には、当時の所有者であり採鉱冶金学者であった都野豊之進が私財を投じて登山道を整備した。豊之進の没後、1935年に息子の都濃正一が、笠山一帯の私有地を萩市に寄付した。山頂付近には都濃父子の記念碑が建てられた。

## 地史・地質
日本列島でも数少ない単成火山群である阿武火山群に属する火山である。岩石は玄武岩質安山岩である。1万1400年前の噴火で溶岩流を発生させて溶岩台地が形成され、8800年前の噴火でその上にスコリア丘が形成された。このスコリア丘には直径30 m 、深さ30 mの火口が残っている。なお、このスコリア丘は二重構造であり、現存火口は頂上部分に位置するスコリア丘の火口である。
前述の1万1400年前の噴火時は氷期であり、海水面が60 m 程度低く、溶岩の分布は海面下にも広がっている。海岸には波蝕により現在でも溶岩が露出している。
なお、笠山が属する阿武火山群は2003年に活火山に指定された。

## 特色・名所

### 展望台・遊歩道など
頂上には火口が存在し、その周りを1周出来る遊歩道や火口内へ降りられる道が整備された。
頂上付近には笠山山頂展望台（愛称「鳶ノ巣」）があり、2階はカフェ（2023年4月29日開設）、3階は展示休憩室になっている。展望台からは阿武火山群の島々と、付近の海岸線が見渡せる。朝は島々の断崖に日光が反射するさまが、夕方は日本海に沈む夕日が、夜は沖合いのイカ釣り漁船の電燈が見られる。
山体が冷えて固まった溶岩で形成されているため、日本海からの海風は岩の隙間を通り、地中で冷やされる。このような涼風が吹き出す隙間の多い岩場は風穴と呼ばれており、夏場の観光スポットとして利用されている。また、島の東側の麓には明神池（みょうじんいけ）と呼ばれる汽水湖が存在し、やはり溶岩の隙間を通って日本海の海水や魚が出入りしている。

### 動植物
明治維新後に山林が伐採され、特に大正時代には都野による大規模な乳牛の放牧が行われた。
それでも植生は完全に失われず、沖を流れる温暖な海流の影響で暖地性植物が多く見られる。笠山北西部の虎ヶ崎周辺には約25,000本のヤブツバキの「群生林」があり、開花期の2～3月頃には萩・椿まつりが開催される。北部にはコウライタチバナが自生し、日本唯一の自生地として天然記念物に指定されている。風穴の近くでは涼風のためコタニワタリやホソイノデなどの寒地性植物も自生し、極めて珍しい植物相を形成している。
またツバキの落ち葉を食べるイトウムシオイは殻径 5 mm の小さなカタツムリで、中国地方と愛媛県の一部にのみ生息し、絶滅危惧種に指定されている。
周囲の海岸はサザエ、アワビ、ウニ、ナマコなどの良好な漁場として知られる。

## アクセス
最寄り駅は西日本旅客鉄道（JR西日本）の越ケ浜駅である。また、萩市の市街地から越ヶ浜行きのバスも利用可能である。さらに山頂近くまで、自動車でアクセスでき駐車場も整備されている。

## ギャラリー

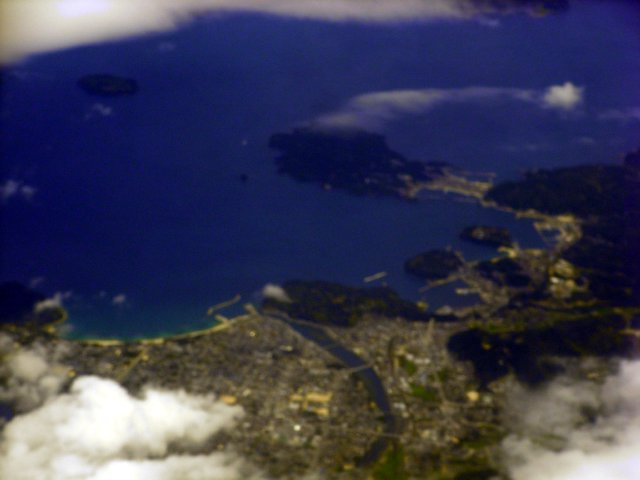
萩市の市街地（手前）と笠山（中央奥）
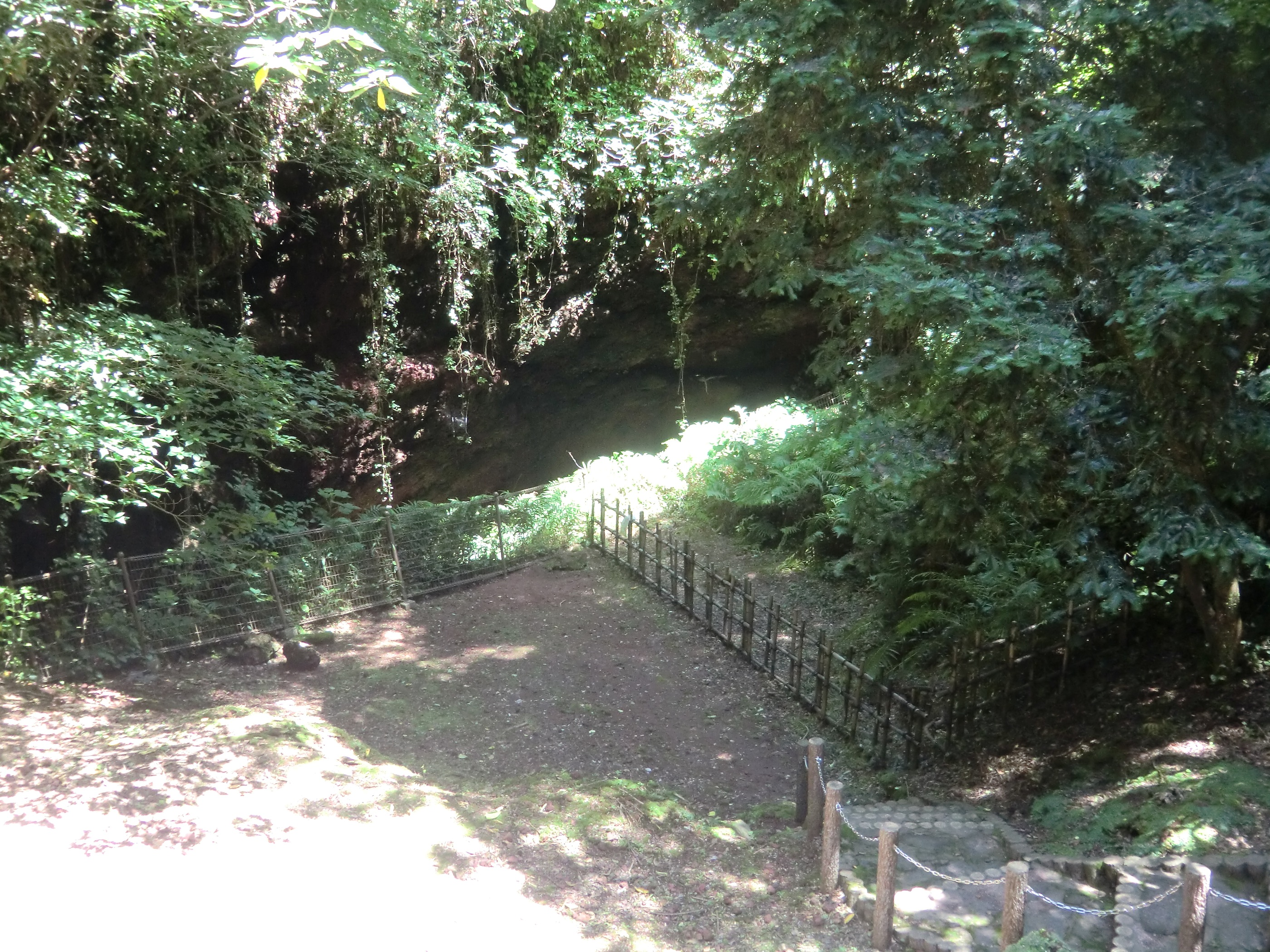
火口内（階段等が整備されている）
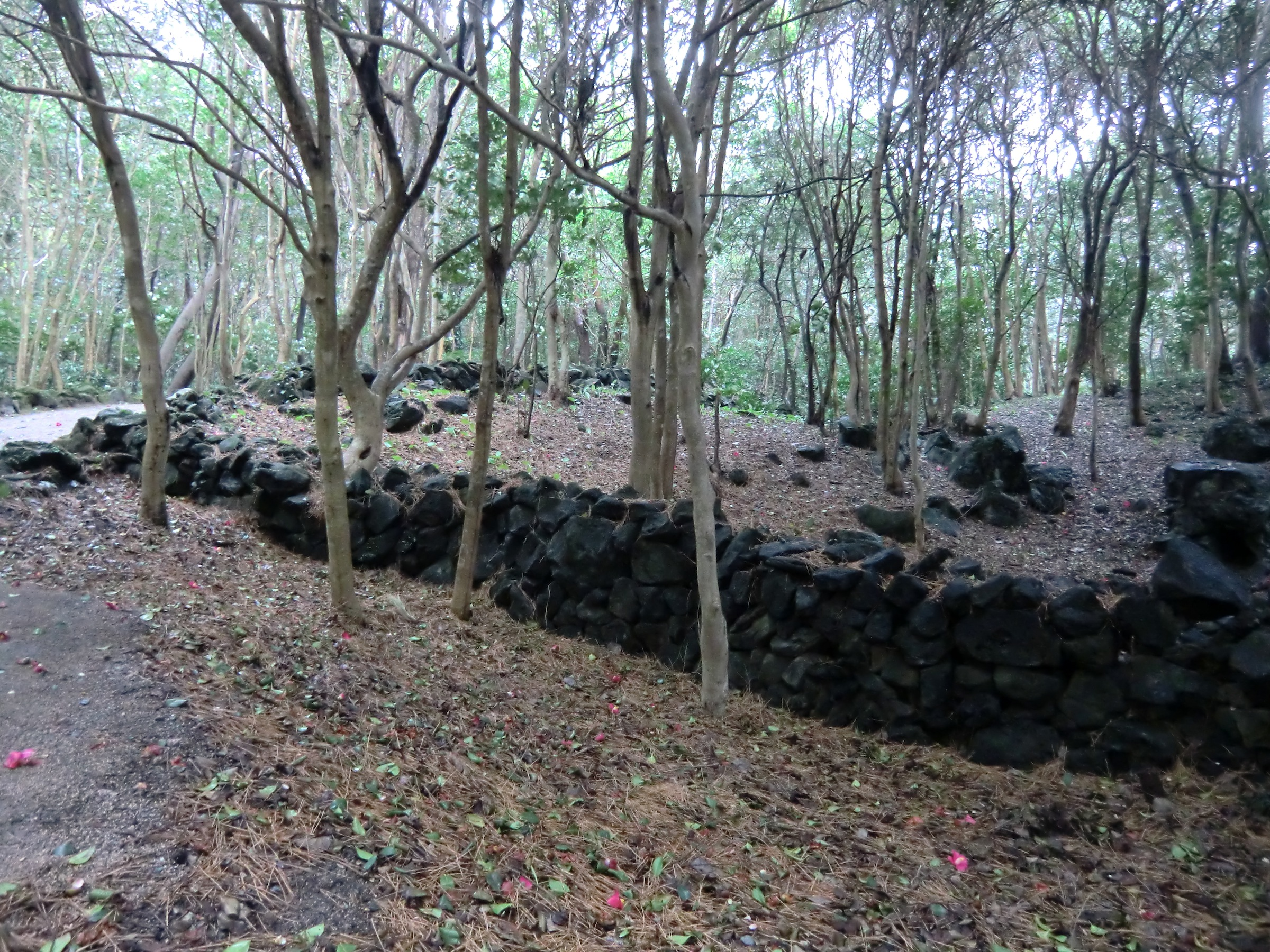
放牧場の石垣跡